# Bataille d'Aibar
La bataille d'Aibar se déroule le 23 octobre 1451 à, proximité de la ville éponyme, aujourd'hui dans la communauté forale de Navarre en Espagne. Cette bataille est un épisode de la Guerre civile de Navarre et oppose les troupes du roi d'Aragon Jean II à celles de son fils Charles de Viane, venu au secours de la ville assiégée. Elle se traduit par une défaite de Charles et son emprisonnement pour deux ans.